# 林田清明
林田 清明（はやしだ せいめい、1951年5月7日 - ）は、日本の法学者。北海道大学名誉教授。専門は法と経済学。民法、理論経済学、法と文学にも研究を広げている。

## 人物
熊本県出身。1975年、九州大学法学部卒業。1980年、九州大学大学院法学研究科博士後期課程単位取得退学。1980年に九州大学法学部助手、1981年に大分大学経済学部専任講師（民法担当）、1982年に大分大学経済学部助教授、1985年に北海道大学法学部助教授（法と経済学等担当）を経て、1991年同教授。1988年から1990年にかけて、イェール大学ロー・スクールで客員研究員を務めた。1996年12月に博士（法学）（北海道大学）。2015年から2017年まで北海道大学大学院法学研究科特任教授。現在、北海道大学名誉教授。

## 著書
- 『《法と経済学》の法理論〔北海道大学法学部研究選書2〕』(北海道大学図書刊行会，1996年)ISBN 978-4832957817
- 『法と経済学　新しい知的テリトリー』(信山社，1997年)ISBN 978-4797216196
- 『《法と文学》の法理論〔北海道大学法学部研究選書7〕』(北海道大学図書刊行会，2015年)ISBN 978-4832968110

## 論文等
- 「親子関係の法的保護―関係的利益論」(『大分大学経済論集』33(3)，46-57頁，1981年9月)
- 「死者の名誉毀損の法的構成:関係的利益論」(『大分大学経済論集』33(6)，223-238頁，1982年2月)
- 「死者と近親者の関係上の利益」(『大分大学経済論集』34(2)，114-135頁，1982年7月)
- 「不法行為法における取引関係の保護-1」(『大分大学経済論集』34(4〜6)，360-378頁，1983年1月)
- 「錯誤の経済分析(1) A.T.クロンマン所説とわが錯誤法」(『大分大学経済論集』35(1)，90-112頁，1983年5月)
- 「錯誤の経済分析(2)・完 A.T.クロンマン所説とわが国錯誤法」(『大分大学経済論集』35(2)，123-145頁，1983年7月)
- 「共通錯誤―経済分析の試み」(『大分大学経済論集』35(5)，260-281頁，1984年1月)
- "Alan O.Sykes:The Economics of Vicarious Liability(93 Yale L.J.,1984)"(『アメリカ法』1985-2号265-268頁，1985年)
- 「生命侵害と近親者の関係的利益―民法711条の法益」(『大分大学経済論集』36(5)，214-234頁，1985年1月)
- 「英米の精神的ショック・ケースにおける因果関係対保護範囲―法的価値判断の技法」(『大分大学経済論集』36(6)，193-203頁，1985年2月)
- 「共同不法行為の経済分析―ランディス・ポズナーの分析モデル(1)」(『北大法学論集』37(2)，250-232頁，1986年)
- "Victor P.Goldberg:An Economic Analysis of the Lost-Volume Retail Seller(57 So.Cal.L.Rev.,1984)"(『アメリカ法』1986-1号155-159頁，1986年)
- 「使用者責任と共同不法行為が交錯する場合の求償」(『判例タイムズ』37(46)，91-95頁，1986年10月25日)
- 「事故の抑止と交通事故における損害賠償」(『判例タイムズ』39(5)，51-59頁，1988年3月1日)
- （徳本鎮）「食品事故」(『判例タイムズ』39(17)，5-27頁，1988年7月20日)
- 「藪重夫教授の経歴と業績」(『北大法学論集』39(5・6-下)，2001-2021頁，1989年10月)
- 「The Economic Structure of Tort Law/William M.Landes & Richard A.Posner(1987)―法の効率性の世界」(『北大法学論集』41(1)，440-376頁，1990年11月)
- 「効率性対違法性―民事違法の経済理論」(『北大法学論集』41(3)，1450-1364頁，1991年1月)
- 「賠償と差止―法の経済分析による法的救済のモデル」(『北大法学論集』41(4)，1888-1846頁，1991年3月)
- 「民事違法の経済理論」(『判例タイムズ』42(6)，25-34頁，1991年3月15日)
- 「実践的推論とプラグマチズム法学―わが国法律学の課題とアメリカ法律学の展開(1)」(『法律時報』64(12)，56-61頁，1992年10月)
- 「法と経済,法の経済分析,批判とパラダイム(1)」(『北大法学論集』42(3)，956-905頁，1992年3月)
- 「法と経済,法の経済分析,批判とパラダイム(2)」(『北大法学論集』42(4)，1272-1234頁，1992年3月)
- "Cristopher H.Schroeder,Corrective Justice and Liability for Increasing Risks(37 U.C.L.A. L.Rev.439,1990) "(『アメリカ法」1991-2号245-248頁，1992年3月)
- 「法は経済である―ポズナーの「法の経済分析」入門」(『北大法学論集』42(5)，1412-1369頁，1992年6月)
- 「カドーゾとプラグマチズム法学―Ｒ・Ａ・ポズナー著『カドーゾ―名声の研究』(1990)」(『北大法学論集』42(6)，191-207頁，1992年7月31日)
- "Cardozo--A Study In Reputation/Richard A.Posner(1990)"(『北大法学論集』42(6)，1603-1619頁，1992年7月31日)
- 「不法行為法の経済理論」(『法社会学』45号97-102,334頁，1993年)
- 「実践的推論と「法と経済学」―法解釈と経済学の役割」(『実践理性と法〔法哲学年報1992年〕』44-59頁，1993年)
- 「実践的推論とプラグマチズム法学―わが国法律学の課題とアメリカ法律学の展開(3)」(『法律時報』65(1)，69-76頁，1993年1月)
- 「実践的推論とプラグマチズム法学―わが国法律学の課題とアメリカ法律学の展開(4)・完」(『法律時報』65(3)，74-79頁，1993年3月)
- 「経済学でつかまえて」(『法学セミナー』461号98-101頁，1993年5月)
- 「法と経済学の基本ツール」(『法学セミナー』462号102-105頁，1993年6月)
- 「完全競争市場で何が起っているか」(『法学セミナー』463号106-109頁，1993年7月)
- 「とうもろこしと表現の自由」(『法学セミナー』464号102-105頁，1993年8月)
- 「コースの定理と法」(『法学セミナー』465号106-109頁，1993年9月)
- 「所有権の経済学」(『法学セミナー』466号102-105頁，1993年10月)
- 「何を私的に所有するか」(『法学セミナー』468号100-103頁，1993年12月)
- 「物権変動の経済理論」(『法学セミナー』469号98-101頁，1994年1月)
- 「所有権の救済と濫用」(『法学セミナー』470号98-101頁，1994年2月)
- 「法律行為の経済理論」(『法学セミナー』471号98-101頁，1994年3月)
- 「公序良俗をエコノミックスする―危険負担を含む」(『法学セミナー』473号112-115頁，1994年5月)
- 「効率的な契約違反」(『法学セミナー』474号104-107頁，1994年6月)
- 「不法行為の経済理論」(『法学セミナー』475号110-113頁，1994年7月)
- 「誰が安価の事故回避者か？」(『法学セミナー』476号112-115頁，1994年8月)
- 「共同不法行為」(『法学セミナー』477号104-107頁，1994年9月)
- 「過失責任と無過失責任」(『法学セミナー』478号92-95頁，1994年10月)
- 「独占のエコノミックス」(『法学セミナー』479号100-103頁，1994年11月)
- 「独禁法のパラドックス」(『法学セミナー』480号108-111頁，1994年12月)
- 「規制緩和のポリティックス」(『法学セミナー』482号106-109頁，1995年2月)
- 「公共選択と法―悲劇的選択」(『法学セミナー』483号98-101頁，1995年3月)
- 「立法の経済理論―ダンス・ウィズ・リアリズム」(『法学セミナー』484号105-108頁，1995年4月)
- 「正義と分配の経済学―神々の争い」(『法学セミナー』485号103-106頁，1995年5月)
- "Property Rules and Liability Rules in Unconscionability and Related Doctrines/R.Craswell(60 U.Chi.L.Rev.,1993)"(『アメリカ法』1995-1号，111-114頁，1995年7月)
- 「憲法の経済学(1)―憲法のリアリズム」(『法学セミナー』487号100-103頁，1995年7月)
- 「憲法の経済学(2)―経済的自由と精神的自由」(『法学セミナー』488号101-104頁，1995年8月)
- 「裁判所へ行く―訴訟の法と経済学」(『法学セミナー』489号98-101頁，1995年9月)
- 「法は経済である」(『法学セミナー』491号103-106頁，1995年11月)
- 「憲法の経済学的アプローチ」(『ジュリスト』1089号76頁，1996年)
- "William N.Eskridge,Jr.,Dynamic Statutory Interpretation"(『アメリカ法』1996-1号99-109頁，1996年7月)
- 「損害賠償の経済学」(山田卓生編『新・現代損害賠償法講座1 総論』319-348頁 ISBN 978-4535001312，日本評論社，1997年)
- 「サイバースペースのための法律学入門(7)―インターネット上のプライバシー問題(『法学セミナー』516号127-126頁，1997年12月)
- 「書評：T.J.ミセリ著細江守紀監訳「法の経済学―不法行為，契約，財産，訴訟」」(『地域学研究』29(1)，205-206頁，1998年)
- 「<法と経済学>から見た定期借家権論争―借家規制と効率性」(『判例時報』1645号8-14頁，1998年9月21日)
- 「法律行為の経済理論」(山畠正男・五十嵐清・藪重夫先生古稀記念論文集刊行発起人編『民法学と比較法学の諸相3』23頁 ISBN 978-4882615965，信山社出版，1998年)
- 「法と経済は不可分である―新旧制度学派の〈法と経済学〉N.MERCURO & S.G.MEDEMA,ECONOMICS AND THE LAW FROM POSNER TO POST-MODERNISM」(『アメリカ法』1999-1号，56-63頁，1999年7月)
- 「ポストモダンと法解釈の不確定性」(瀬川信久編『私法学の再構築〔北海道大学法学部ライブラリー2〕』145頁 ISBN 978-4832926219，北海道大学図書刊行会，1999年)
- 「法と経済学から日本法を見る―J. Mark Ramseyer & Minoru Nakazato, Japanese Law:An Economic Approach」(『アメリカ法』2000-1号89-94頁，2000年)
- 「法と経済学」(『法学入門2000 法律学って何やるの？〔別冊法学セミナー〕』32-33頁，2000年)
- 「権利能力なき社団において会務の運営、会計処理等に不明朗が存することが相当の根拠をもって強く疑われるような場合には、構成員が右社団に対し会計帳簿等の閲覧謄写請求権を有するとされた事例(東京地判平成11.4.26)」(『判例時報』1712号205-209頁，2000年)
- 「R.ポズナーの道徳無用論―法的推論の在りか Richard A.Posner,The Problematics of Moral and Legal Theory」(『アメリカ法』2001-1号100-108頁，2001年7月)
- 「早稲田大学江沢民主席講演会名簿提出事件控訴審判決(東京高裁判決平成14.1.16)」(『北大法学論集』54(2)，541-561頁，2003年)
- 「現代家族の変化と相続法制―相続法の経済分析の試みと素描」(『会計検査研究』27号25-38頁，2003年3月)
- 「「法と文学」の諸形態と法理論としての可能性(1)」(『北大法学論集』55(4)，1439-1470頁，2004年)
- 「「法と文学」の諸形態と法理論としての可能性(2・完)」(『北大法学論集』55(5)，1855-1887頁，2005年)
- 「法による文学規制と〈法と文学〉―チャタレイ裁判再考」(『北大法学論集』57(2)，513-562頁，2006年)
- 「私的空間という装置と法―〈法と文学〉による日本プライバシー前史」(『北大法学論集』57(5)，2247-2293頁，2007年)
- 「家族の変容と相続、扶養行動―法学的観点から」(『家計経済研究』74号41-48頁，2007年)
- 「法・社会規範とその遵守に関する〈法と文学〉による考察:夏目漱石『門』と「理性と正義」の劇場」(『北大法学論集』63(4)，332-296頁，2012年11月18日)
- 「法解釈・法的判断と経済的ロジック」(『北大法学論集』63(6)，1816-1792頁，2013年
- 「法・法制度の理解のための文学的フィクションと法の現実:F.カフカ『審判』、A.カミュ『異邦人』、H.メルヴィル『ビリー・バッド』を素材に」(『北大法学論集』64(4)，362-309頁，2013年11月29日) [5]

## 所属学会
- 日本私法学会
- 日米法学会
- 日本法社会学会